# San Andrés del Rabanedo
San Andrés del Rabanedo è un comune spagnolo di 30 217 abitanti situato nella comunità autonoma di Castiglia e León.